# Комісарівка (річка)
Коміса́рівка, Балка Комисарка — річка в Україні, права притока Лозуватки, притоки Саксагані (басейн Інгульця). Довжина 24 км. Площа водозбірного басейну 207 км². Похил 2,5 м/км. Долина трапецієподібна.
Живиться за рахунок атмосферних опадів. Льодостав нестійкий (з грудня до початку березня). Використовується на сільськогосподарські потреби. Споруджено ставки.
Бере початок у селі Новозалісся в Залісянському лісі. Тече переважно в напрямку схід — південь — схід. Протікає територією Кам'янського району Дніпропетровської області через села Пальмирівка, Нововасилівка, Чистопіль та Комісарівка. Впадає до Лозуватки в селі Лозуватка.